# Matouš ze Šternberka
Matouš ze Šternberka byl český šlechtic, který pocházel z moravské větve rodu Šternberků.

## Život
Jeho otcem byl Zdeslav starší ze Šternberka. Měl bratry Zdeslava ml., Štěpána, Jaroslava a Albrechta. 
Poprvé se uvádí roku 1332 se svými bratry a se svou matkou na hradě Lukově. Tehdy drželi Šternberkové tento královský hrad pravděpodobně zástavním právem. Ten zanedlouho Karel IV. (tehdy ještě moravský markrabě) patrně vykoupil zpět, ale někdy mezi roky 1342 a 1349 získali Lukov Šternberkové do svého dědičného vlastnictví. Protože se šternbernští bratři majetkově oddělili, připadl Lukov Matoušovi, který ho držel roku 1356. Matouš se často účastnil zasedání zemského soudu, kam jezdil s bratry Štěpánem a Jaroslavem. Matouš pravděpodobně držel i některé biskupské léno, protože se účastnil i lenních soudů olomouckých biskupů. Kupoval i různé, často odlehlé vsi či jejich části. Někdy před rokem 1371 držel Holešov. V roce 1368 byl brněnským nejvyšším komorníkem, přičemž v Brně měl i svůj vlastní dům. Zemřel roku 1371.
Potomstvo:
- Zdeněk ze Šternberka na Lukově
- Albrecht – jsou o něm zmínky pouze v roce 1367 a 1368, zemřel patrně mlád
- Ješek ze Šternberka na Lukově
- Markéta – manžel Hroch z Kunštátu a Louček
- Anna – manžel Hertlin z Lichtenštejna
- Anežka – manžel Beneš z Kravař a Krumlova

.